# Раздача орлов (картина Давида)
«Раздача орлов» — картина маслом Жака Луи Давида 1810 года, изображающая военную церемонию в 1804 году, организованную Наполеоном после его прихода к власти в качестве императора французов. На церемонии Наполеон стремился возродить военный дух Римской империи.
Полное название произведения — фр. Serment de l’armée fait à l’empereur après la distribution des aigles au champ de Mars, 5 décembre 1804, что буквально переводится как «Клятва армии, принесённая императору после раздачи орлов на Марсовом поле, 5 декабря 1804 года».
Картина находится в коллекции Версальского дворца. Она выставлена в Коронационном зале (фр. Salle du Sacre), где также находится второй вариант картины Давида Коронация Наполеона.

## История создания

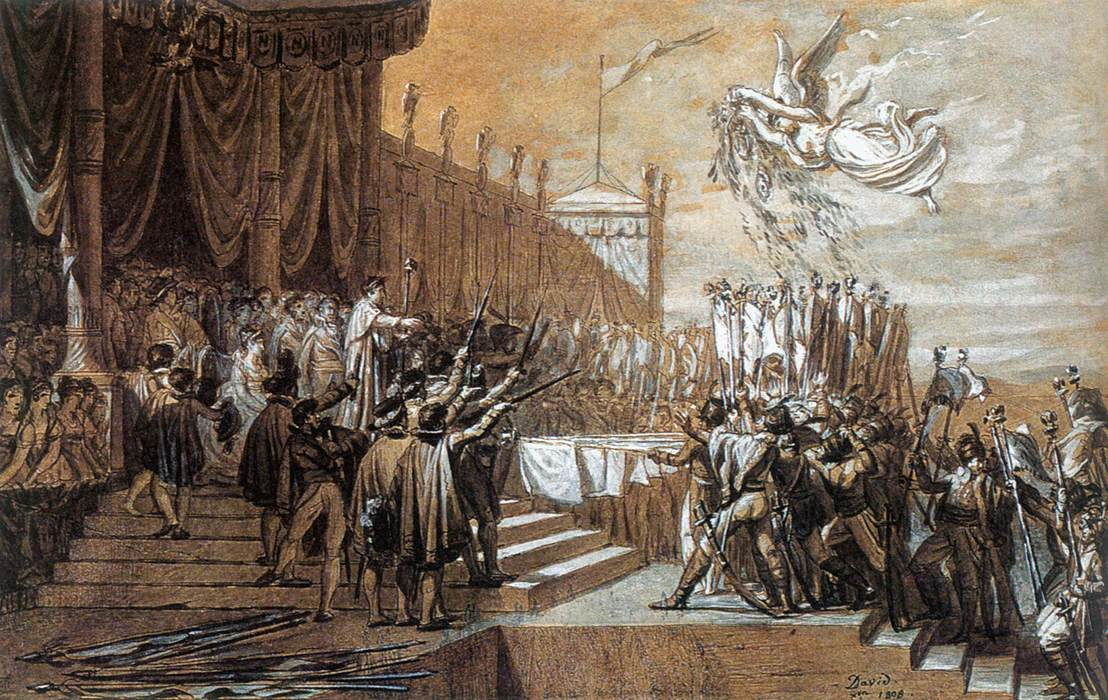
Этюд Давида к картине

Изображённое событие произошло 5 декабря 1804 года, через три дня после церемонии коронации Наполеона. Он раздавал «орлов», изготовленных по образу и подобию римских аквил. Штандарты символизировали собой полки́, набранные в различных департаментах Франции, и предназначались для того, чтобы вызывать чувство гордости и верности среди войск, которые станут основой нового режима Наполеона. Наполеон произнес эмоциональную речь, в которой настаивал, чтобы войска защищали штандарты ценой своей жизни.
На ранних набросках картины Давид изображал крылатую фигуру Ники, богини победы, парящей над войсками, но Наполеон возражал против такой нереалистичной детали. Он также настоял, чтобы с картины была удалена его жена Жозефина. Он готовился развестись с ней, так как она не смогла родить ему наследника.
На картине изображён момент, когда Наполеон благословляет штандарты, протянутые к нему. Наполеон поднял руку в подражание древнеримскому адлокуцио — жесту, часто используемому героями, которые обращаются к войскам. На композицию картины Давида сильно повлияли фризы на колонне Траяна.